# Melbourne Park
O Melbourne Park é um complexo esportivo de tênis no Melbourne Sports and Entertainment Precinct [en], em Melbourne, Victoria, Austrália. 
Desde 1988, bicentenário da Austrália, o Melbourne Park é sede do torneio de tênis do Grand Slam Australian Open, disputado anualmente em janeiro. O parque possui vários locais onde acontecem as partidas do Australian Open. A Rod Laver Arena é o maior local, com capacidade para 15.000 pessoas, enquanto a John Cain Arena acomoda 10.500 e a Margaret Court Arena [en] 7.500. Os três locais possuem teto retrátil, permitindo que os eventos sejam realizados em ambientes internos ou externos. Além desses, há a Show Court 3 [en] e a 1573 Arena [en], ambos com capacidade para 3.000 lugares, e a nova Kia Arena [en], com 5.000 lugares (inaugurada em 2022). No total, existem 35 quadras de tênis de GreenSet ao ar livre no Melbourne Park.
O Melbourne Park é propriedade do governo de Victoria e administrado pelo Melbourne & Olympic Parks Trust, que também administra o adjacente Melbourne Rectangular Stadium. A seção do Yarra Park [en] do Sports and Entertainment Precinct é administrada separadamente.

## Histórico
O parque era originalmente conhecido como Flinders Park até 1996, quando o então o governador de Victoria, Jeff Kennett [en], decidiu mudar o nome para Melbourne Park, principalmente para exaltar o nome "Melbourne" para um amplo público internacional durante os eventos realizados lá. A decisão encontrou forte oposição e foi comparada por alguns à renomeação do "Stade Roland Garros" (sede do Aberto da França em Paris) para "Paris Park". No entanto, ao longo dos anos, o nome foi aceito pelos melburnianos.
O Flinders Park foi desenvolvido em 1988 ao lado do Jolimont Yard [en] como um novo local para sediar o Australian Open. O local anterior, o Kooyong Lawn Tennis Club [en], tornou-se pequeno demais para o crescente torneio. A construção do Flinders Park foi concluída em 1988 a um custo de pelo menos US$ 94 milhões. A inauguração do novo local foi recebida com críticas incrivelmente positivas por parte de jogadores e espectadores, com alguns classificando as instalações e comodidades como as melhores dos quatro Grand Slams. A próxima expansão do local ocorreu em 1996, quando mais US$ 23 milhões foram investidos para criar duas quadras de espetáculos maiores com assentos para a totalidade do público e oito novas quadras 'Ace', bem como um grande espaço gramado, agora conhecido como "Garden Square".
A organização responsável pela gestão do parque é o Melbourne & Olympic Parks Trust, que foi estabelecido em outubro de 1995 de acordo com as disposições da emenda à lei Melbourne & Olympic Parks Act 1985. Em abril de 2018, a Tennis Australia revelou que tinha ambições de assumir os direitos de gestão de todo o parque, com a esperança de maximizar a sua utilização para outros eventos desportivos e culturais fora do Australian Open.

## Eventos
Embora seja mais conhecido por ser um complexo de tênis, o Melbourne Park também recebe vários outros eventos esportivos e musicais ao longo do ano. O local tende a ser usado por artistas internacionais mais populares, pois é o maior que a cidade tem a oferecer, excluindo o Docklands Stadium nas Docklands e o vizinho Melbourne Cricket Ground. Além do torneio de tênis, que normalmente atrai multidões de mais de 800.000 pessoas, o Melbourne Park possui instalações que permitem a prática regular de outros esportes em suas arenas, como netball (os times de Super Netball, Melbourne Vixens e Collingwood Magpies mandam seus jogos na John Cain Arena e na Margaret Court Arena) e basquete (o time da National Basketball League Melbourne United manda seus jogos na John Cain Arena). No passado, o Melbourne Park já sediou eventos internacionais de patinação no gelo, ciclismo de pista, natação e automobilismo. A Rod Laver Arena e a Margaret Court Arena são mais comumente usados para concertos musicais. Todas as três quadras/arenas do estádio são multifuncionais, sendo usadas para uma variedade de eventos, incluindo as partidas do Australian Open em janeiro.

## Arenas e instalações
O Melbourne Park é o único complexo de tênis do Grand Slam a ter três quadras instaladas com teto retrátil, permitindo que o jogo continue em caso de chuva ou calor extremo. As quadras eram de "Plexicushion" de 2008 a 2019.
| Court 187                                         | Court 187              | Abertura | Capacidade | Teto       | Ref.   |
| ------------------------------------------------- | ---------------------- | -------- | ---------- | ---------- | ------ |
| Rod Laver Arena                                   | Rod Laver Arena !      | 1988     | 14.820     | Retrátil   | [ 9 ]  |
| John Cain Arena                                   | Hisense Arena !        | 2000     | 10.300     | Retrátil   | [ 10 ] |
| Margaret Court Arena (Anteriormente Show Court 1) | Margaret Court Arena ! | 1988     | 7.500      | Retrátil   | [ 11 ] |
| Show Court Arena (Kia Arena)                      | Show Court Arena !     | 2021     | 5.000      | Não possui | [ 12 ] |
| Show Court 2 (1573 Arena)                         | Show Court 3 !         | 1988     | 3.000      | Não possui | [ 13 ] |
| Show Court 3                                      | Show Court 3 !         | 1988     | 3.000      | Não possui | [ 13 ] |

## Reformas de 2019–22
A redesenvolvimento do Melbourne Park foi o processo pelo qual o distrito passou por três estágios significativos de redesenvolvimento entre 2010 e 2022. A reconstrução do Estágio 1 incluiu a construção de um novo Eastern Plaza para sediar um centro de treinamento de tênis de elite e uma nova ponte ligando o Melbourne Park ao proximo estádio AAMI Park e do Olympic Park Oval [en], bem como um upgrade para a Margaret Court Arena [en]. A "Eastern Plaza Tennis Training Facility", que mais tarde foi rebatizada como "National Tennis Centre", possui oito quadras cobertas e 13 ao ar livre, oito das quais são quadras de saibro de estilo europeu. Foi inaugurado em janeiro de 2013. A Margaret Court Arena teve sua capacidade ampliada para 7.500 lugares e um teto retrátil instalado, e foi inaugurada antes do Australian Open de 2015. O custo da reconstrução do Estágio 1 foi de US$ 366 milhões.
A fase 2 da reforma começou em junho de 2015, quando foi anunciado que a Rod Laver Arena passaria por uma reforma em sua fachada externa e recursos internos, como bares e outras instalações para jogadores e espectadores. A atualização mais ampla do segundo estágio incluiu uma nova passarela ligando Melbourne Park a um outro parque, o Birrarung Marr [en] e um edifício de administração e mídia, para abrigar as sedes da Tennis Australia e do Melbourne & Olympic Parks Trust. A nova passarela, chamada Tanderrum Bridge, foi inaugurada em dezembro de 2016 e o "Edifício de Administração e Mídia" foi concluído dois meses antes. A reforma da Rod Laver Arena incluiu uma nova instalação de quatro andares com salão de treino, lazer e refeitórios para atletas no Australian Open e para o público em geral em outros momentos; isso foi concluído em dezembro de 2018. O teto retrátil da Rod Laver Arena também foi atualizado para permitir que fosse fechado devido ao mau tempo em cinco minutos, diminuindo os 30 minutos que levava para fechar antes. A remodelação da Fase 2 custou US$ 338 milhões e foi totalmente concluída em setembro de 2019.
A fase final de redesenvolvimento (Fase 3) foi anunciada em abril de 2017 pelo governo de Victoria; outros US$ 271,3 milhões foram investidos para concluir as atualizações do Melbourne Park. A construção da Fase 3 começou em abril de 2019. Os elementos marcantes desta fase de redesenvolvimento foram a construção de uma nova arena de espetáculos abaixo do nível restante da área com 5.000 lugares localizada entre as arenas Rod Laver e John Cain, e a construção de mais um centro de mídia e eventos de dois andares denominado Centrepiece, no local do antigo centro de eventos. O edifício Centerpiece possui um Grand Hall com capacidade para até 1.400 pessoas em um banquete, um auditório em estilo conferência de imprensa para até 250 pessoas e vários estúdios de transmissão que podem ser convertidos em salas de reuniões ou coquetéis. Outras melhorias no parque como parte desta etapa foram a instalação de um centro logístico central que incluía uma cozinha e salão de carga, espaços públicos gramados adicionais e duas quadras de tênis com capacidade para várias centenas de espectadores. A construção das instalações Centerpiece foi concluída em agosto de 2021. No geral, um total de US$ 972 milhões foi gasto na reconstrução plurianual do distrito de Melbourne Park. A conclusão de todas as obras no espaço foi realizada em dezembro de 2021, pouco antes do Australian Open de 2022, em janeiro.